# KHDRBS2
KHDRBS2 (англ. KH RNA binding domain containing, signal transduction associated 2) – білок, який кодується однойменним геном, розташованим у людей на 6-й хромосомі. Довжина поліпептидного ланцюга білка становить 349 амінокислот, а молекулярна маса — 38 927.
| 10         |  | 20         |  | 30         |  | 40         |  | 50         |
| ---------- |  | ---------- |  | ---------- |  | ---------- |  | ---------- |
| MEEEKYLPEL |  | MAEKDSLDPS |  | FVHASRLLAE |  | EIEKFQGSDG |  | KKEDEEKKYL |
| DVISNKNIKL |  | SERVLIPVKQ |  | YPKFNFVGKL |  | LGPRGNSLKR |  | LQEETGAKMS |
| ILGKGSMRDK |  | AKEEELRKSG |  | EAKYAHLSDE |  | LHVLIEVFAP |  | PGEAYSRMSH |
| ALEEIKKFLV |  | PDYNDEIRQE |  | QLRELSYLNG |  | SEDSGRGRGI |  | RGRGIRIAPT |
| APSRGRGGAI |  | PPPPPPGRGV |  | LTPRGSTVTR |  | GALPVPPVAR |  | GVPTPRARGA |
| PTVPGYRAPP |  | PPAHEAYEEY |  | GYDDGYGGEY |  | DDQTYETYDN |  | SYATQTQSVP |
| EYYDYGHGVS |  | EDAYDSYAPE |  | EWATTRSSLK |  | APPQRSARGG |  | YREHPYGRY  |

A: Аланін

D: Аспарагінова кислота

E: Глутамінова кислота

F: Фенілаланін

G: Гліцин

H: Гістидин

I: Ізолейцин

K: Лізин

L: Лейцин

M: Метіонін

N: Аспарагін

P: Пролін

Q: Глутамін

R: Аргінін

S: Серин

T: Треонін

V: Валін

W: Триптофан

Кодований геном білок за функцією належить до фосфопротеїнів. 
Задіяний у таких біологічних процесах, як процесинг мРНК, транскрипція, регуляція транскрипції, метилювання. 
Білок має сайт для зв'язування з РНК. 
Локалізований у ядрі.